# Georg Weidenbacher
Georg Weidenbacher (* 31. Juli 1905 in Nördlingen; † 19. März 1984 in Fürth) war ein deutscher Maler und Grafiker. Er gehört zur verschollenen Generation der expressiven Realisten.

## Leben
Von 1923 bis 1928 studierte Weidenbacher an der Nürnberger Kunstgewerbeschule und war dort Meisterschüler von Hermann Gradl. Ab 1928 war Weidenbacher als Industriezeichner tätig sowie von 1929 bis 1945 als freischaffender Maler. Im Jahr 1932 gewann er den Albrecht-Dürer-Preis der Stadt Nürnberg und 1933 den Stadtpreis Nürnberg. Nach seiner Rückkehr aus der Kriegsgefangenschaft war er von 1946 bis 1973 Lehrer an der Berufsoberschule in Nürnberg. Dort unterrichtete er Malerei (Akt und Studienkopf).
Weidenbacher war außerdem Gründungsmitglied der Künstlervereinigungen „Der Kreis“ (aus der er 1951 wieder austrat), des „Kunstvereins Erlangen“ bei seiner Neugründung nach dem Krieg und der „Freien Gruppe“. 1975 erhielt Georg Weidenbacher das Bundesverdienstkreuz am Bande. Er beteiligte sich von 1935 bis 1975 an zahlreichen regionalen und überregionalen Ausstellungen. Der künstlerische Nachlass wurde seiner Heimatstadt Fürth vermacht. 1994, erst zehn Jahre nach dem Tode des Künstlers, konnte im Palais Sutterheim in Erlangen eine Gedächtnisausstellung realisiert werden.

## Werk

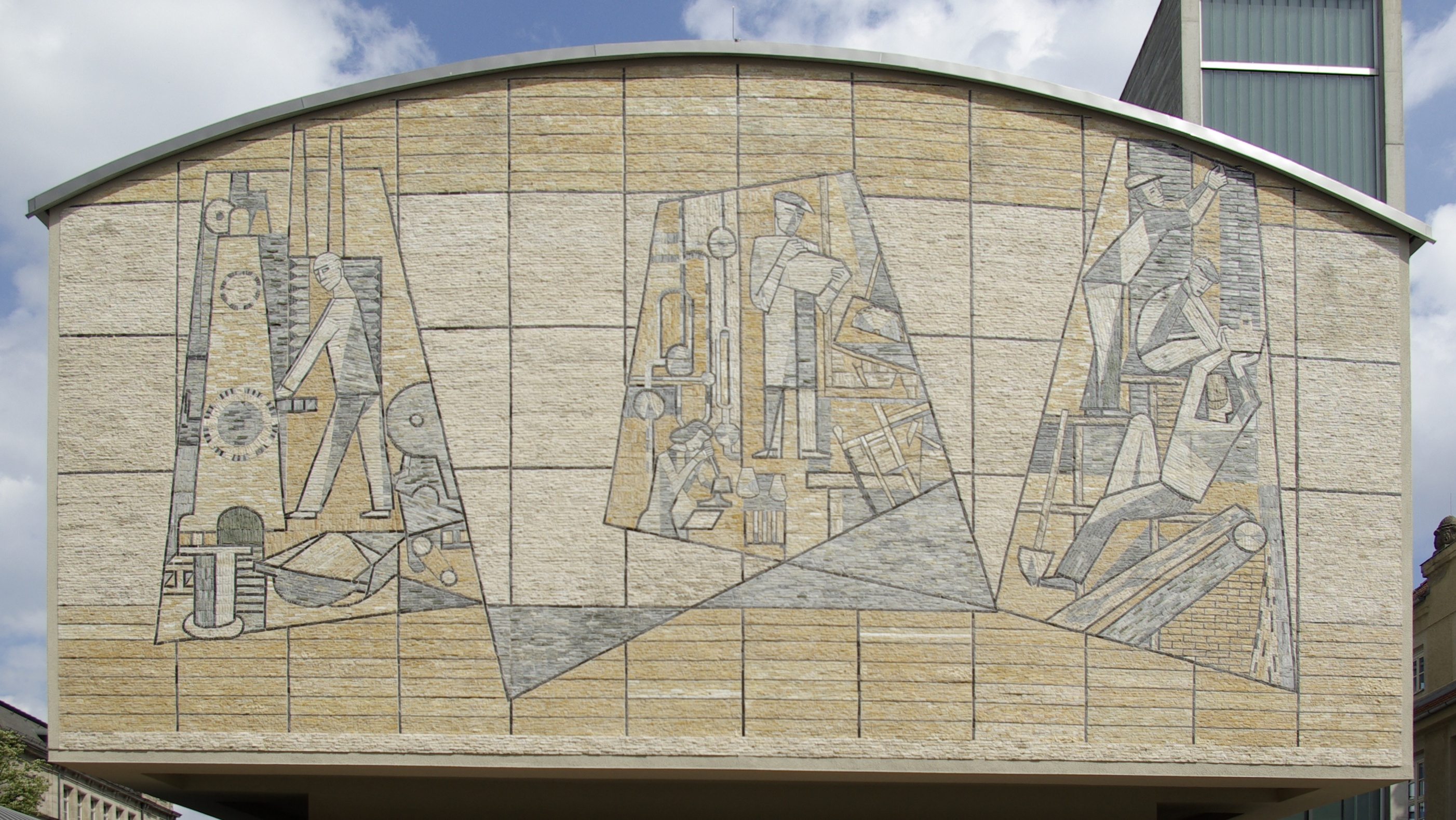
Wandmosaik von Weidenbacher und Hans Langhojer an der Fassade der Staatlichen Berufsschule I in Fürth

Weidenbacher malte Landschaften, Stillleben und Porträts. Mehrfach arbeitete er mit dem Fürther Maler Hans Langhojer (1910–1993) zusammen, wobei Wandmalereien, Mosaiken und Glasbilder für öffentliche und kirchliche Auftraggeber entstanden.
Werke (Auswahl)
- Glasätzungen, Eckart-Werke in Fürth, 1954, mit Hans Langhojer
- Glasfenster im Ostchor der Pfarrkirche Estenfeld, 1960/1961, mit Hans Langhojer
- Wandmosaik, Berufsschule I in Fürth, 1960, mit Hans Langhojer
- Bildtafeln, Realschule Pegnitz, 1968, mit Hans Langhojer